# Río Timbiquí
Río Timbiquí är ett vattendrag i Colombia.   Det ligger i departementet Cauca, i den västra delen av landet, 400 km sydväst om huvudstaden Bogotá.